# Mia Aegerter
Mia Aegerter, geboren als Myriam Aegerter (Fribourg, 9 oktober 1976) is een Zwitserse actrice en zangeres.
Aegerter werd geboren in een muzikale familie. Haar moeder was gitarist en haar vader drummer; beiden speelden in een band. Al op jonge leeftijd begon Myriam met gitaar spelen en schreef ze haar eigen liedjes. Na de middelbare school vertrok ze naar München, waar ze naar de Musicalakademie Gesang, Tanz und Schauspiel ging. In 1998 won ze het programma Lass Dich überraschen van Rudi Carrell. Niet veel later was ze te zien in de videoclip van de Duitse band Liquido. Het grote publiek leerde haar kennen door haar rol als Xenia di Montalban in Gute Zeiten, Schlechte Zeiten. Door problemen met de gezondheid moest Aegerter de serie zes maanden verlaten. In 2003 werd ze bekroond met een Prix Wallo, de Zwitserse Oscars, in de categorie Nieuwkomer 2003.
In 2004 werd Aegerter de presentatrice van het jeugdprogramma Bravo TV, dat bij ZDF te zien was. Een jaar later werd ze tijdens de SwissAward bekroond voor haar werk als zangeres in de categorie Showbusiness. Niet veel later zat ze samen met Detlef Soost en Chris von Rohr in de jury van het tweede seizoen van talentenjacht MusicStar. In februari 2005 maakte Aegerter samen met de Ierse zanger Ronan Keating een tour door Duitsland. Twee maanden later begon ze samen met haar band een tour door Zwitserland.
Op 12 mei 2006 lanceerde Aegerter haar single Masterpiece of Humankind. Een maand later volgde haar album. Met een nieuwe band gaf ze optredens in verschillende Zwitserse steden. 